# Геракакис, Евангелос
Евангелос Геракакис (греч. Ευάγγελος Γερακάκης, 1871, Халкида — 1913, Афины) — греческий легкоатлет, выступавший в марафонском беге. Участник летних Олимпийских игр 1896 года.

## Биография
Евангелос Геракакис родился в 1871 году в греческом городе Халкида.
В 20-летнем возрасте переехал в Афины, работал здесь пекарем. В дальнейшем вместе со своим товарищем Константиносом Цитасом основал кондитерскую фирму, которая располагалась рядом с Национальной библиотекой.
Обладая хорошими физическими данными, первоначально занимался тяжёлой атлетикой. Однако, выступив в первом марафоне в рамках Панэллинского спортивного фестиваля, занял 6-е место и завоевал олимпийскую путёвку. Представлял афинский клуб «Панэллиниос».
В 1896 году вошёл в состав сборной Греции на летних Олимпийских играх в Афинах. В марафонском беге занял 7-е место среди 9 финишировавших.
Умер в 1913 году в Афинах.

## Личный рекорд
- Марафон — 3:37.07 (1896)[2]